# HMS M5
HMS M5 var en svensk minsvepare som byggdes på Norrköpings varv och sjösattes den 15 november 1940. I likhet med sina systerfartyg var förebilden fisketransportfartyget Axel, som byggdes på Bröderna Gustafssons varv i Landskrona 1934. 
Minsveparna M3-M14 hade samma ritningar, fast nästan alla byggdes på olika båtvarv. Detta medförde att de tolv fartygen var något olika. M5 utrangerades 2 december 1955. Hon såldes till en privatperson och fick först namnet Svärtan. Sedermera blev hon vattenbåt/pråm vid Gasverkshamnen, Värtan, Stockholm.